# مؤسسه ملی دیابت و بیماری‌های کلیوی و گوارشی

موسسه ملی دیابت و بیماری‌های کلیوی و گوارشی ایالات متحده آمریکا (به انگلیسی: National Institute of Diabetes and Digestive and Kidney Diseases) مشهور به NIDDK، یکی از اعضای موسسات ملی بهداشت ایالات متحده آمریکا (مشهور به NIH) می‌باشد. 
وظیفه این مرکز فدرال رهبری و نظارت بر تحقیقات علوم و فناوری در حیطه دیابت و دیگر ناهنجاریهای ارتباطی و علوم وابسته به بیماریهای کلیوی و مرض قند می‌باشد. 
دفاتر این موسسه که در سال ۱۹۵۰ تأسیس شد در جنوب ایالت مریلند واقع گردیده است.

## وب‌گاه رسمی
- وبگاه رسمی